# توئوسی
توئوسی (به لاتین: Tõusi) یک روستا در استونی است که در وربلا پاریش واقع شده‌است.

## خصوصیات
توئوسی ۱۰۴ نفر جمعیت دارد.